# Oblężenie Bizancjum (324)
Oblężenie Bizancjum – oblężenie, które miało miejsce w roku 324 n.e. w czasie wojny domowej między Konstantynem a Licyniuszem.
Po zakończonej klęską bitwie pod Adrianopolem Licyniusz schronił się w mieście Bizancjum, skąd organizował działania własnych wojsk i dostawy zaopatrzenia do miasta. Kolejna klęska, tym razem floty Licyniusza w bitwie w Hellesponcie całkowicie zmieniła sytuację strategiczną w rejonie. Pozbawiony osłony floty władca opuścił wówczas Bizancjum i udał się do Chalcedonu. Po wyjeździe Licyniusza obrońcy miasta nie zaprzestali jednak obrony. Konstantyn wykorzystał do oblężenia machiny oblężnicze, zbudował też wysoki nasyp naprzeciwko murów, skąd z wysokich wież ostrzeliwał obrońców na murach. Oblężenie przyciągało się, w związku z czym Konstantyn skierował część sił do Azji, gdzie w kolejnej bitwie jego wojska pokonały Licyniusza pod Chryzopolis. Dopiero na wieść o tej porażce obrońcy Bizancjum ostatecznie skapitulowali i poddali miasto. W wyniku podjętych rozmów Licyniusz zrzekł się ostatecznie władzy na rzecz Konstantyna, który darował mu życie. Rok później Licyniusza zamordowano, a władzę nad całym Imperium objął Konstantyn.